# Storia della falconeria
La storia della falconeria, intesa come pratica venatoria basata sull'uso di falchi o altri rapaci per catturare prede, solitamente altri uccelli, principia in età preistorica ma lascia tracce certo solo a partire dalle civiltà del Vicino Oriente antico, quasi certamente agli Assiri (VIII secolo a.C.), e trova riscontri, sempre in età protostorica, tra le popolazioni nomadi della steppe eurasiatica come gli Sciti che la veicolarono nell'Estremo Oriente, anzitutto Cina (VII secolo a.C.) e da lì Corea (III secolo) e Giappone (IV secolo). Dati utili per valutare l'effettivo ricorso alla falconeria da parte della Civiltà greca e della Civiltà romana, che stando alle fonti classiche certamente conoscevano tale pratica, sono scarsi. In generale, in Europa la caccia con i rapaci si diffonde nella Tarda Antichità, complice l'afflusso massiccio di popolazioni germaniche (v.si Invasioni barbariche, 164–476) come i Goti che l'avevano appresa tramite il loro contatto con l'impero nomade degli Unni.
Solo nel corso del Medioevo la falconeria fiorì capillarmente sul suolo europeo, complici anche i sempre più fitti scambi con il Medioriente occupato dall'Impero bizantino e dal blocco musulmano generati dalle Crociate, ed entro il XIII secolo divenne un aspetto fondamentale della vita sociale della nobiltà, ampiamente testimoniato nelle arti visive ed oggetto d'una florida trattatistica tra cui spicca il De arte venandi cum avibus del sacro romano imperatore Federico II di Svevia (r. 1198–1250) «capolavoro del genere e fonte principale per la conoscenza della falconeria medievale.» Nell'Estremo Oriente, la situazione era la medesima già da secoli e quando, nel corso del XIV secolo, la Pax mongolica dell'Impero mongolo (r. 1206–1368) garantì reciproci scambi commerciali in tutta l'Eurasia, le élite dei regni europei e quelle centro ed estremorientali si scoprirono accomunate dalla passione per la caccia con i rapaci.
In Europa, la falconeria toccò il suo apogeo nel XVII secolo, presso le corti sovrane dell'assolutismo nella sua piena affermazione. In quel contesto socio-politico, cioè, ove il Re, primo tra i nobili, dettava le mode in materia di usi e costumi. Privilegio esclusivo della nobiltà, la caccia con i rapaci aveva ora, in ogni reame, quale suo metro di paragone, la "Falconeria Reale". La pratica iniziò a decadere nella seconda metà del XVIII secolo ma già ai primordi del XIX secolo venne preservata e perpetuata, ormai come hobby, da appositi club sorti un po' dappertutto nel Vecchio Mondo. Al principio del XX secolo, la falconeria si diffuse anche negli Stati Uniti d'America, per tramite di appositi club. Nell'Estremo oriente, invece, la falconeria seguitò ad essere praticata in Cina fino al principio del Novecento mentre in Giappone, complice il Rinnovamento Meiji (1868–1912), iniziò ad essere considerata non più una pratica ma un patrimonio culturale.
L'inserimento della falconeria tra i Patrimoni orali e immateriali dell'umanità da parte di UNESCO nel 2012 ha fatto di quello che oggi è un hobby, pur molto diffuso, soprattutto in Europa e Nord America, l'oggetto di ampi ed approfonditi studi.

## Origini

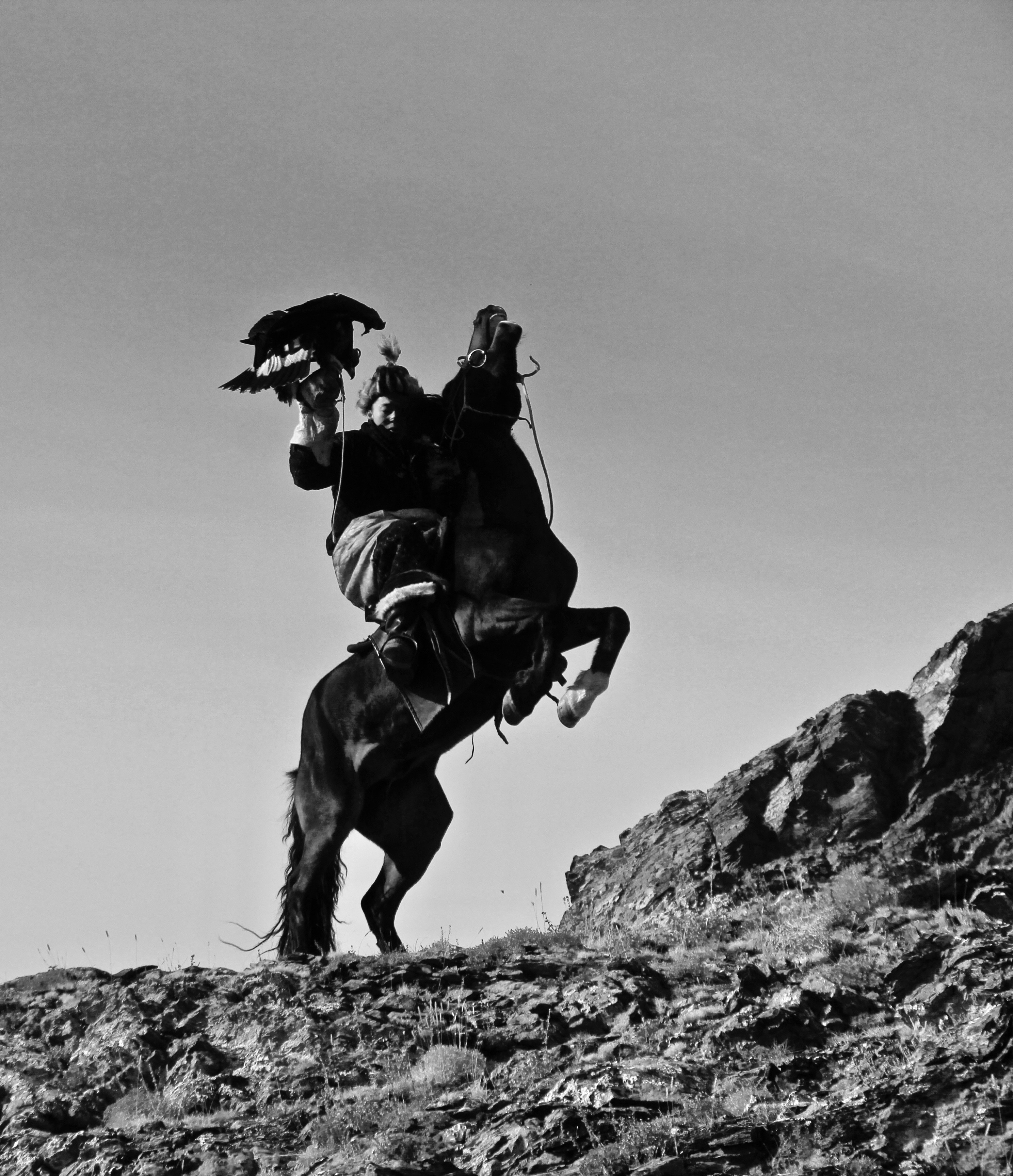
Le popolazioni nomadi della steppa euroasiatica furono certamente tra le prime (forse le prime) ad addomesticare i rapaci usarli nella caccia.

L'esatto momento di genesi della falconeria e il suo originale centro di promanazione, se di un solo centro si trattò, sono a oggi argomento di dibattito. L'unico dato certo, discusso già nel tardo XIX secolo, è che la pratica di servirsi degli uccelli rapaci per predare altri volatili e mammiferi di taglia medio-piccola si sviluppò prima in Oriente che in Occidente, laddove, in epoca vittoriana, alcuni studiosi avevano ipotizzato che avesse avuto origine nell'Antico Egitto unicamente per il primato religioso, ivi, del falco.
Le prime evidenze archeologiche sulla falconeria provengono dal Vicino Oriente antico. Riferimenti alla pratica venatoria aviaria si trovano già nell'Epopea di Gilgameš (XIX secolo a.C.), testo fondamentale della mitologia mesopotamica prodotto dalla civiltà dei Sumeri. Prove plastiche hanno confermato il ricorso alla falconeria da parte degli Assiri: negli scavi del palazzo di Sargon II a Khorsabad (VIII secolo a.C.), infatti, è stato rinvenuto un bassorilievo assiro raffigurante due cacciatori, l'uno impegnato ad abbattere dei rapaci con l'arco, l'altro intento invece a catturarne uno incolume, presumibilmente per destinarlo all'addomesticamento, e già l'archeologo Austen Henry Layard (1817–1894) aveva parlato di falconieri raffigurati nei bassorilievi delle rovine di Ninive. Altre prove plastiche afferenti alla falconeria sono state rinvenute nel sito anatolico di Kanesh (presso l'attuale Kültepe, nel Kayseri) ed in quello di Ḫattuša, capitale degli Ittiti. Proseguono poi i rinvenimenti di scene ricondotte alla falconeria nei petroglifi dell'intero areale: es. nell'Altopiano iranico nel 2021.
Allo stato dell'arte attuale, si è circoscritto agli altopiani dell'Asia centrale (Pamir) il probabile luogo d'origine della falconeria, non solo per le evidenze archeologiche ma anche per la consuetudine con cui tale pratica viene menzionata in correlazione con le popolazioni nomadi della steppa euroasiatica, presso le quali il falco e l'aquila ebbero un fortissimo significato simbolico sin dai tempi dell'Impero nomade degli Sciti: v.si il rinvenimento di uccelli da preda inumati con un capo scita in uno dei kurgan di Tuva datato al VII secolo a.C.

## Età Antica

### Asia
Entro il VII secolo a.C., la falconeria era ormai ben diffusa nell'Estremo Oriente, certamente grazie ai nomadi della steppa. La pratica è citata da fonti del 680 a.C. dell'Antica Cina, a quel tempo interessata da frequenti contatti/scontri con le popolazioni della steppa, prima cioè della fondazione dell'Impero cinese vero e proprio nel 221 a.C.: es. la celebre opera storiografica 史記T, ShǐjìP, lett. "Memorie di uno storico" ricorda che Li Si, eminente politico di Qin eliminato durante i torbidi che seguirono la morte del primo imperatore della Cina, Qin Shi Huang (r. 221-210 a.C.), passò i suoi ultimi momenti prima dell'esecuzione ricordando e lodando il suo astore preferito. Regnante la dinastia Han (206 a.C.–220 d.C.), succeduta all'effimera dinastia Qin (221–206 a.C.) che aveva fondato l'impero al termine del Periodo degli Stati Combattenti (453–221 a.C.), la caccia con i rapaci divenne a un tempo passatempo, status symbol e momento d'interazione sociale fondamentale per le élite siniche, tanto da sopravvivere e seguitare a prosperare quando, collassati gli Han (220 d.C.), l'impero entrò in una lunga parentesi di caos politico: laddove precise raffigurazioni artistiche di scene di caccia con il falco figurano in diverse tombe Han nello Shandong e Shaanxi, data ai c.d. "Tre Regni" (220–280) il 鹰经T, Ying jingP, lett. "Canone dell'astore", uno dei primi testi ufficiali sull'argomento; sotto la dinastia Wei settentrionale (467–499) esisteva già una Falconeria Reale (zh. 鷹師曹T, Ying Shi CaoP, lett. "Dipartimento della Falconeria"); ecc.
Dalla Cina, la falconeria raggiunse la Corea e da questa passò al Giappone, due paesi allora intenti a costruirsi quali culture/compagini statali sul modello sinico. In Corea, la pratica si diffuse durante il locale periodo dei "Tre Regni" (57 a.C.–668 d.C.), con buona probabilità nel III secolo, mentre evidenze sia letterarie (v.si Annali del Giappone) sia archeologiche datano con certezza l'affermarsi della falconeria nel Sol Levante al Periodo Kofun (300–538), più precisamente non prima del regno dell'imperatore Nintoku (r. 313–399).

### Europa
Non siamo oggi nelle condizioni di poter affermare con certezza che la pratica della falconeria fosse diffuso nell'Antica Roma, seppur i rapaci avessero un ruolo predominante nella simbologia e nella mitologia romana quanto greca: basti pensare all'aquila intesa come simbolo di Zeus/Giove e il ricorrere del medesimo uccello quale stemma distintivo della legione romana. È importante ricordare che nel poema didascalico Cynegetica di Oppiano di Apamea, vissuto sotto l'imperatore Caracalla (r. 198–217), il tema della caccia con i rapaci non è minimamente toccato, laddove invece si parla abbondantemente della caccia con i cani, e lo stesso vale per la Cynegetica di Nemesiano, datata all'anno 284! Talune prove supporterebbe invece la pratica della falconeria presso i Traci, popolazione "barbara" affine ai Greci stanziata nei Balcani che ebbe contatti anche con i Romani, cui accennava già lo stesso Aristotele.
La pratica della caccia con i rapaci raggiunse l'Europa romana grazie ai barbari nei secoli più turbolenti delle Invasioni barbariche (164–476), i.e. nella Tarda antichità, con buona probabilità non prima del IV secolo.

I Germani, con buona probabilità, portarono i rudimenti della falconeria delle popolazioni della steppa asiatica. Fondamentale, in questo senso, la parte giocata dai Goti, etnia germanica dominante nell'Europa orientale intorno al III secolo, che, nelle terre gravitanti intorno al Mar Nero, appresero dai nomadi Sarmati la pratica della caccia con il falco tanto quanto quella della cavalleria. Il successivo scontro dei Goti con gli Unni di Balamber nella Battaglia del fiume Erac (375) e il loro assoggettamento all'impero nomade di Rugila e Attila (434-453) intensificò certamente l'adozione, da parte dei Germani sconfitti, di usi e costumi asiatici quali la falconeria. Dai Goti, la pratica venatoria con i rapaci passò alle altre popolazioni germaniche e si diffuse nei domini romani, ormai dipendenti dai barbari per quanto riguarda il mantenimento di efficienti forze armate. L'imperatore romano Avito (r. 455–456), nato presso i Celti Arverni delle Gallie, avrebbe appreso proprio dai Goti, con i quali aveva combattuti gli Unni nella celebre Battaglia dei Campi Catalaunici (451), la pratica della falconeria e l'avrebbe poi introdotta nell'impero. A oggi, l'unica testimonianza archeologica pervenutaci della pratica venatoria aviaria presso i Romani data al 500 circa: un mosaico romano raffigurante un cacciatore con un falco che preda anatre rinvenuto nella ribattezzata "Villa del Falconiere" di Argos (Grecia).

## Medioevo

### Europa
Fu durante il Medioevo che la falconeria si diffuse sul suolo europeo, raggiungendo interessantissimi sviluppi.
Un influsso notevole a questa diffusione provenne nuovamente dall'arrivo in Europa di popolazioni latrici della pratica venatoria aviaria. La formazione dell'Impero arabo-musulmano costituì, sulla sponda meridionale del Mediterraneo, una solida compagine statale che contribuì a diffondere usi e costumi appresi dagli Arabi grazie alla Persia dei Sasanidi. Fu infatti proprio in concomitanza con l'espansione musulmana in Europa nell'VIII secolo (v.si Conquista islamica della penisola iberica e Guerre bizantino-arabe in Sicilia) che la pratica della falconeria, dopo i torbidi delle Guerre romano-sasanidi (363-628), tornò a fiorire nel Vicino Oriente ora conteso tra Bizantini e Arabi, gettando le basi per quella solida tradizione che avrebbe portato gli studiosi occidentali del XIX secolo a guardare con stupore e ammirazione all'incredibile empatia tra il beduino e il suo falco. L'Impero bizantino (395–1453) stesso, erede dell'Impero romano d'Oriente, fu un assiduo promotore della falconeria. Nel complesso scenario mediorientale, interessate da uno stato semipermanente di guerre ma anche di assidui scambi culturali, la falconeria fu rapidamente oggetto di produzione artistica tanto quanto letteraria: le raffigurazioni di rapaci e falconieri abbondano nella miniatura bizantina (es. paradossale, la copia più antica della succitata Cynegetica di Oppiano, il Codex Marcianus graecus n. 479, è decorato con figure di falconieri laddove nel testo di falconeria non si parla!); data al IX secolo il c.d. "Moamyn", attribuito all'erudito arabo Abū Zayd Ḥunayn ibn Isḥāq al-ʿIbādī (809–873), medico del califfo abbaside al-Mutawakkil (r. 847–861); ecc.

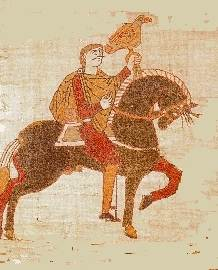
Aroldo II con in mano un falcone (PARTICOLARE) - Arazzo di Bayeux (c. 1075).

Nel frattempo, tra il VII e l'VIII secolo, la falconeria radicava capillarmente anche nelle diverse compagini statali che andavano lentamente formandosi nelle terre del collassato Impero romano d'Occidente. Tale diaspora dell'attività venatoria aviaria, sempre inquadrabile quale privilegio della classe guerriera dominante, i futuri milites, più per questioni di disponibilità finanziaria necessaria alla cura, all'addestramento e all'allevamento domestico dei rapaci, viene ben testimoniata dalle fonti letterarie dell'epoca, via via più numerose laddove, invece, sorprendentemente, le rappresentazioni figurative sono assai scarse:
- Carlo Magno (r. 768–814), fondatore del Sacro Romano Impero, ha spesso citato la falconeria nei capitolari con i quali ha portato ordine nei suoi vasti domini. Dato ancor più significativo, l'imperatore proibì la caccia, tanto con i cani quanto con astori e falconi, ai chierici,[32][33] dandoci così un dato concreto su quanto l'uso dei rapaci fosse diffuso, ormai non solo con scopo alimentare ma con chiaro intento ludico, nelle alte classi sociali dell'Alto Medioevo;
- Enrico I di Germania (r. 919–936), signore di uno dei regni nati dalla frammentazione dell'Impero carolingio, era noto come "Enrico l'Uccellatore" (de. Heinrich der Finkler) per la sua passione di cacciare col falcone;
- ai margini dell'Impero franco, nell'Europa settentrionale ed in Scandinavia, la falconeria ebbe larga diffusione tra le locali compagini statali e proto-statali: molto apprezzata dai norreni,[34][35][36] la falconeria interessò anche slavi e balti;[37] nel frammento antico inglese noto come The Battle of Maldon, il comandante dei Sassoni-Inglesi alla battaglia di Maldon (991), conte Byrhtnoth, libera il suo falcone preferito prima del fatale scontro con i vichinghi di Olaf I di Norvegia (r. 995–1000); la Russkaya Pravda di Jaroslav I di Kiev (r. 1010–1034) cita espressamente il crimine di furto di falcone;[38] ecc.

Il massiccio intensificarsi degli scambi tra l'Europa cristiana e il Medioriente arabo-bizantino nell'XI-XII secolo, provocato anzitutto dalla vivaci Repubbliche marinare italiane e poi dal movimento sociopolitico di respiro pan-europeo delle Crociate, contribuì ulteriormente a diffondere e sviluppare la pratica della falconeria presso i milites occidentali. Un ruolo importante, in questo senso, venne giocato dall'ordine monastico-militare dei Cavalieri Ospitalieri, specialisti della caccia con i rapaci poiché le altre forme di caccia erano loro interdette come penitenza volontaria, laddove per i Cavalieri Templari valeva esattamente l'opposto e cioè era la falconeria a essere interdetta.

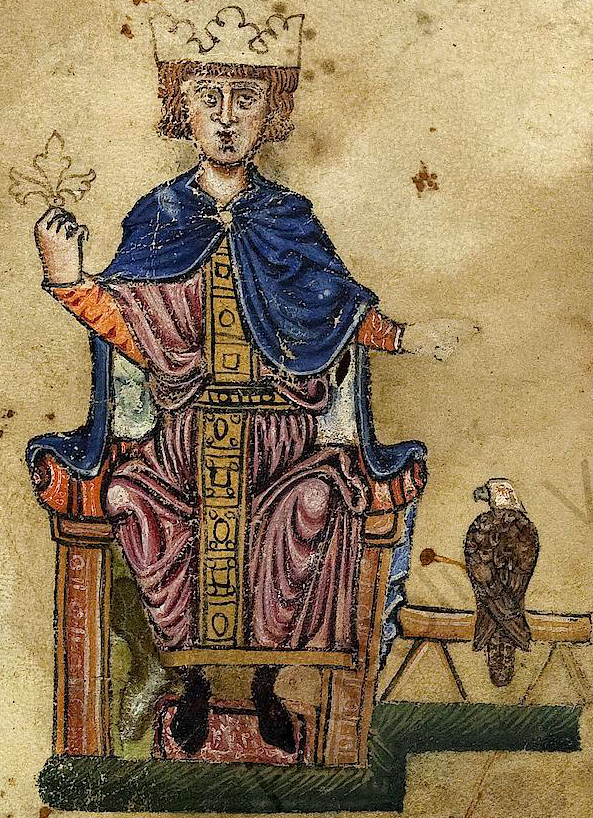
Federico II in trono con un falco incappucciato - ill. in De arte venandi cum avibus (c. 1260) f. 1v, Codex Pal. lat. 1071, BAV.

Entro il XIII secolo la falconeria era divenuta un aspetto fondamentale della vita sociale del nobile europeo. Non un semplice diletto ma una vera e propria scienza che venne formalmente codificata attraverso una prolifica produzione letteraria:
- Il multietnico ambiente normanno-svevo del Regno di Sicilia giocò un ruolo centrale nella storia della falconeria, fondamentalmente grazie all'imperatore Federico II (r. 1198-1250), uomo colto e amante delle lettere nonché grande appassionato di caccia che praticava nei boschi del Vulture in Basilicata e nella Calabria centrale. Fu sfegatato fautore della caccia con il rapace al punto di fare di un falco il suo stesso stemma araldico.[N 4] Falconiere di corte di Federico II fu il cavaliere tedesco Guicennas, autore di un manuale, De arte bersandi, sulla caccia e sulla falconeria. Per ordine dell'imperatore, lo studioso Teodoro di Antiochia tradusse in latino il Moamyn con il titolo De scientia venandi per aves.[31] La redazione, da parte dello stesso Federico II, dell'opera in sei volumi De arte venandi cum avibus, poi messa per iscritto dal figlio Manfredi di Sicilia, «capolavoro del genere e fonte principale per la conoscenza della falconeria medievale»,[1] costituì lo zenit di questo fenomeno socio-culturale. Si trattò di una vera e propria opera omnia, analizzante i sistemi di allevamento, addestramento e impiego di uccelli rapaci (fond. falchi) nella caccia soprattutto ad altri uccelli, tutti accuratamente descritti nell'opera, che riprese ed ampliò il volume di Guicennas e del Maestro Teodoro.[39][40]
- Altra realtà multietnica sensibile alle sollecitazioni culturali orientali promotrice della falconeria si rivelò la penisola iberica, interessata in quegli anni dai più importanti risultati della Reconquista. Alfonso X di Castiglia (r. 1252-1284), grande promotore delle arti e delle lettere, aveva già nel 1250 concluso una seconda versione del Moamyn circolante presso la corte federiciana. Successivamente, curò la redazione di un importante trattato sulla caccia con i rapaci, il Libro de los animales que caçan.

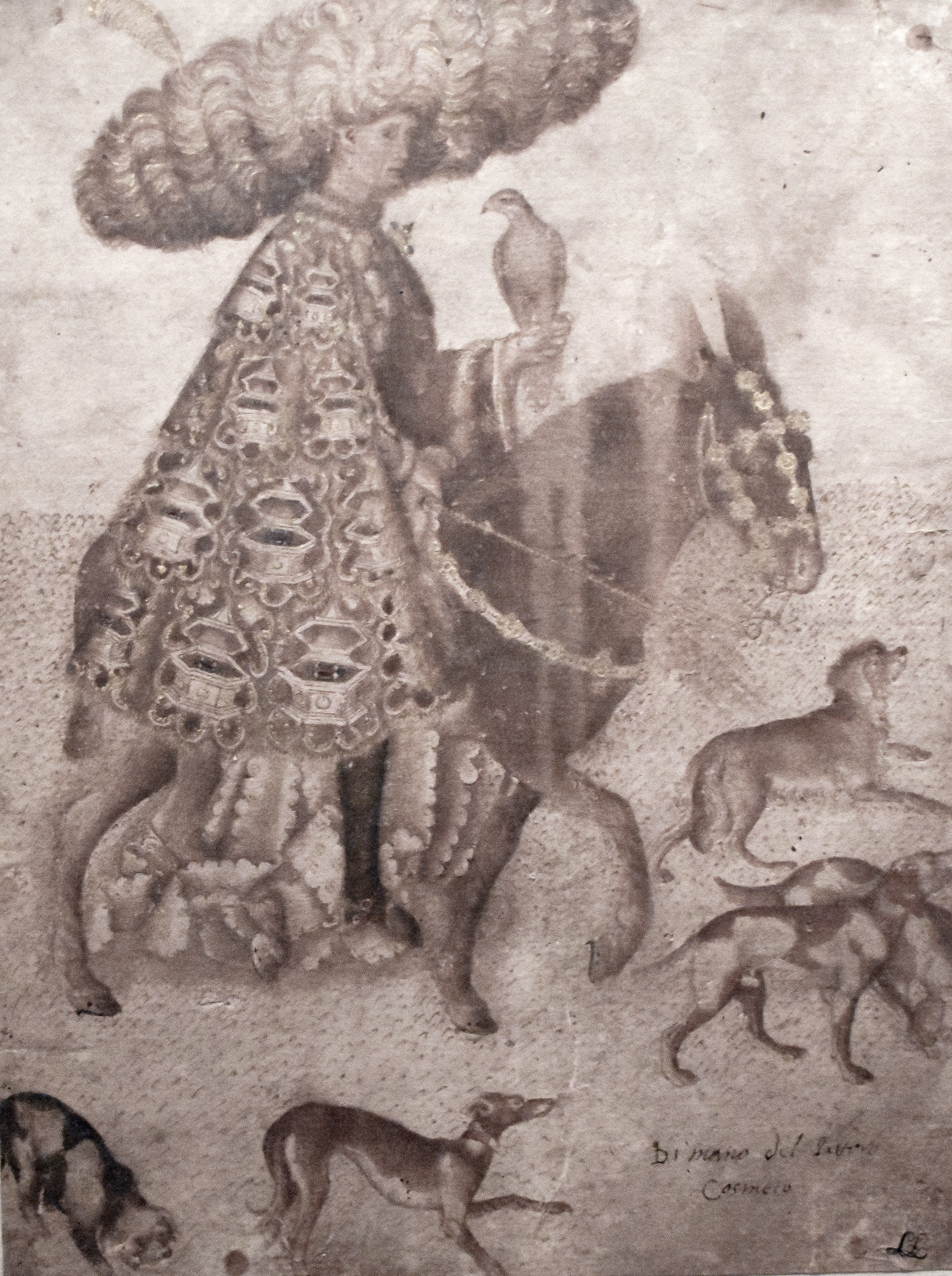
Pisanello, Falconiere a cavallo (c. 1440) - Fondazione Custodia.

Da un punto di vista pratico, notevole input allo sviluppo della falconeria, nel Duecento, fu l'introduzione sul suolo europeo del cappuccio per il rapace, lo chaperon, importato dal Vicino Oriente grazie ai sempre più massicci scambi con i bizantini ora dominati dagli occidentali grazie alla nuova compagine statale sorta in Grecia dopo il Sacco di Costantinopoli (1204), l'Impero latino (1204–1261). Come descritto da Van den Abelee: «Forma di caccia sottile e impegnativa, ove il piacere estetico contava più delle motivazioni utilitaristiche, la falconeria si addiceva bene al modello della vita cortese, anche perché, contrariamente alla caccia ad animali di grossa taglia, potevano prendervi parte anche le donne.» Nella società stratificata per ordini del feudalesimo europeo, come anticipato, la falconeria fu sempre più interessata da misure restrittive volte a garantirne il monopolio al sovrano (quand'egli ci riuscì) o comunque alla più alta classe sociale, la nobiltà, anche quanto, proprio a partire dal Duecento, la società europea fu interessata dall'emergere di una nuova classe sociale borghese.
- Il Regno di Francia fu tra i primi a istituire la figura ufficiale del "Falconiere Reale": il primo Gran falconiere di Francia, attivo alla corte di Luigi IX (r. 1226–1270), fu tale Jean de Beaune.
- L'Impero di Nicea (1204–1251), lo Stato più esteso fondato dai rifugiati romei-bizantini dopo la caduta di Costantinopoli ad opera dei crociati (1204), creò più o meno nello stesso periodo l'ufficio del πρωτοϊερακάριος, prōtoierakarios, lett. "Primo falconiere", carica in realtà di probabile origine antecedente.[42]
- Il Regno d'Ungheria, situato al margine della steppa eurasiatica e costituito da un'etnia di provenienza orientale, i magiari, dominante sul locale elemento slavo europeo, lasciò ampia testimonianza della capillare diffusione di cui ivi godeva la pratica della caccia con i rapaci. Nel 1222 la nobiltà costrinse il sovrano Andrea II (r. 1205–1235) a sottoscrivere una Bolla d'Oro nella quale rinunciava a molte delle sue prerogative: tra le varie clausole, spiccò la proibizione per i falconieri reali di portare i rapaci a caccia in territori non appartenenti alla corona, a riprova non solo della diffusione della pratica venatoria aviaria presso i magiari ma del notevole grado di impunità che i praticanti affiliati alla casa del sovrano erano arrivati a godere. Il successivo sovrano ungherese, Bela IV (r. 1235–1270), appassionato falconiere, si fece ritrarre sulla monetazione nazionale a cavallo, con un falco sul braccio. Nel 1279, tra le norme disciplinari per i religiosi redatte in occasione del Concilio di Buda, figurava la proibizione, per i monaci di praticare la falconeria. Il sovrano magiaro attirava a sé falchi e falconieri da ogni angolo d'Europa: alla corte di Luigi I d'Ungheria (r. 1342–1382), troviamo così girifalchi e falconieri provenienti dalla Russia (lat. Falconarii Ruthenorum).[43]

Nel corso del XIV ed ancor più del XV secolo, specialmente in paesi quali l'Italia e le Fiandre, la nobiltà dovette difendere in modo sempre più classista e xenofobo i suoi privilegi contro un patriziato urbano di banchieri e ricchi commercianti e la falconeria venne fatta oggetto di particolarissime misure restrittive e di controllo. Un preziosissimo documento inglese dell'epoca, il "Libro di St Albans" (1486), fissò non solo regole d'uso ma, cosa ben più importante, di possesso per i rapaci: il testo stabilì che la povera gente, i vecchi laboratores, potevano al massimo possedere un falco di piccole dimensioni (es. la servitù poteva al massimo aspirare a un gheppio), là dove lo scudiero era autorizzato a portare il falco lanario e il cavaliere il falco sacro, mentre i rapaci più pregiati erano esclusiva dei regnanti (il girifalco per un re e l'aquila per l'imperatore). La produzione artistica europea tardomedievale, nel frattempo, riverberava, amplificava e codificava il ruolo della falconeria entro il modus vivendi della nobiltà, lasciandocene svariate testimonianze pittoriche (nel motivo iconografico tardogotico dell'Incontro dei tre vivi e dei tre morti uno dei tre nobili/ricchi interessati dall'incontro con la morte è molto spesso raffigurato con un falco al braccio) e plastiche tanto quanto letterarie (per quanto riguarda l'Italia, basti su tutti la celebre novella Federigo degli Alberighi nel Decameron di Boccaccio).

### Asia

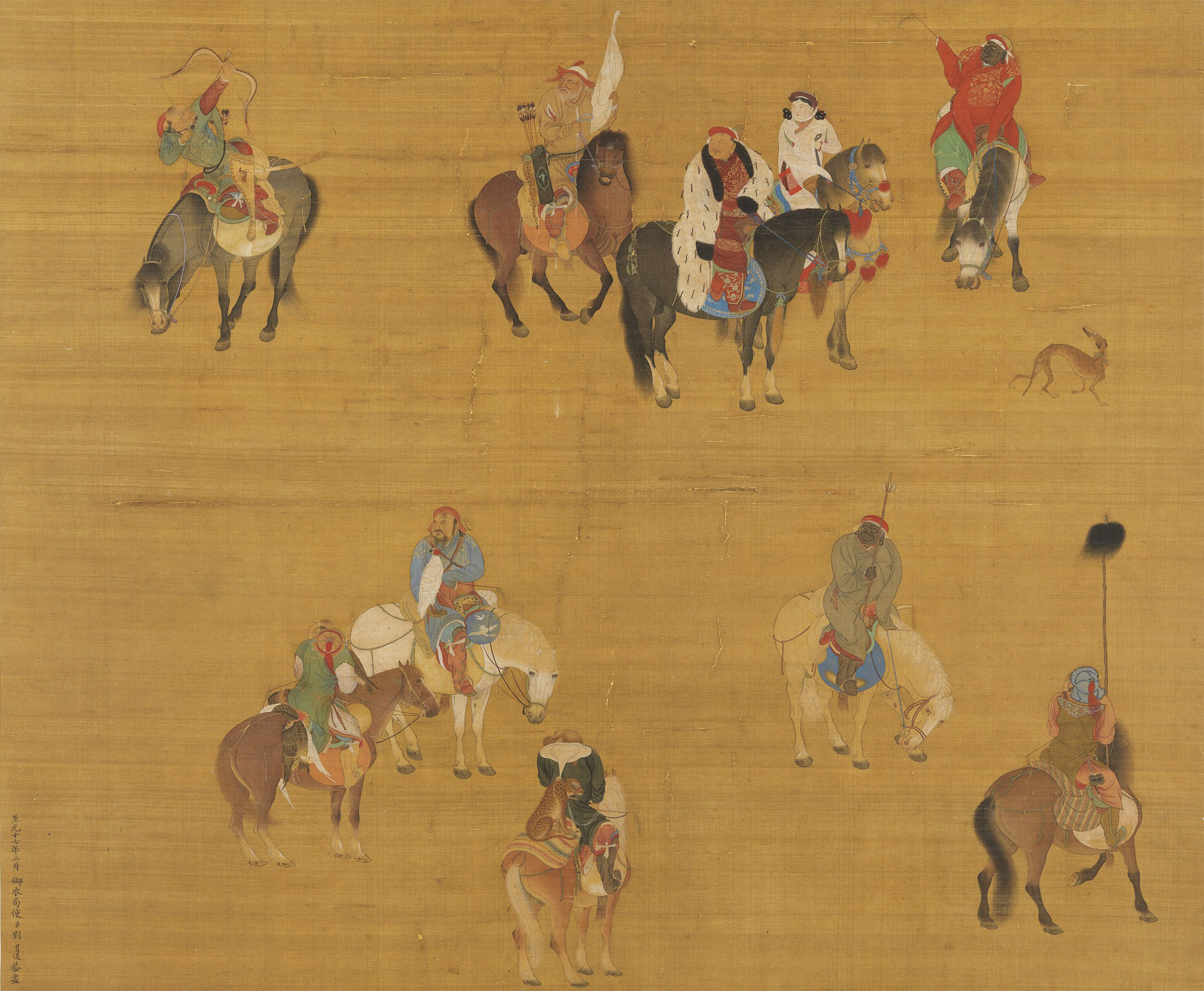
Liu Guandao, Il Gran Khan Kublai a caccia (c. 1280) - National Palace Museum.

Mentre la falconeria finalmente sbocciava nell'Europa medievale, dall'altra parte nel mondo, nell'Estremo Oriente, la passione per la caccia con i rapaci tra le élite dominanti restava inalterata.
- In Cina, la dinastia Tang (618–907), restauratrice dell'unità imperiale perduta al collasso degli Han, restaurò il 鷹師曹T, Ying Shi CaoP, lett. "Dipartimento della Falconeria", accettò falchi e falconieri quali forme di tributo dagli stati clienti (es. i Sogdiani), promosse la produzione di testi sull'argomento, anche poetici (es. la poesia 放鷹T, Fang YingP, lett. "Falconeria" di Bai Juyi) e non solo manualistici,[14][16] e, nuovamente, concorse alla sua diffusione presso gli stati clienti di Corea[18] e Giappone.[48][49] Al collasso dei Tang (907), il Celeste Impero tornò a frammentarsi anche in ragione del massiccio afflusso, nelle terre a nord del Fiume Giallo, di popolazioni nomadi turche, mongole e tunguse la cui presenza portò paradossalmente nuova linfa alla falconeria trattandosi del passatempo prediletto da quelle popolazioni barbare.[3][50]
- In Giappone, il gusto del tennō per la caccia con i rapaci portò risultati variegati: nell'818, l'imperatore Saga (r. 809–823) commissionò uno dei primi trattati sulla materia ad oggi pervenutici, lo Shinshuu Youkyou, basato su testi sino-coreani;[48] l'imperatore Shirakawa (r. 1073–1087) fece invece della falconeria un suo assoluto privilegio, proibendola ai suoi sudditi;[51] apposite riserve di caccia  (?, Kin'ya), con residenze imperiali e falconieri assegnati, furono istituite a Osaka, Kyoto e Nara.[52] Stante i capricci imperiali, durante lo Shogunato Kamakura (1192–1333), il primo bakufu della storia nipponica, la falconeria era per la classe nobile/guerriera del Sol Levante (daimyō e samurai), similarmente a quella europea, un aspetto fondamentale della vita sociale, tanto che lo Shogun doveva con una certa frequenza proibirla tramite appositi bandi,[53] e tale restò anche sotto il successivo Shogunato Ashikaga (1336–1573).[54] Importante è notare che al tempo i giapponesi ponevano un netto distinguo tra la caccia alla selvaggina di terra  (?, Makigari) e la caccia alla selvaggina di penna con i rapaci  (鷹狩?, Takagari).[55][56]
- La creazione dell'Impero mongolo (1206–1368) per opera del Khaghan ("imperatore") Gengiz Khan (r. 1206–1227), esteso a tutto il continente eurasiatico, dalla Siberia al Sud-est asiatico e dalla Cina alla Bielorussia ed all'Ungheria, creò una solida compagine la cui multietnica élite, non solo mongola, popolazione d'antichissima vocazione falconiera,[3] ma anche cinese, centro-asiatica, ecc. apprezzò e coltivò la caccia con i rapaci: il veneziano Marco Polo, ne Il Milione (ca. 1298), riporta, con l'esagerazione consueta all'opera, che il Gran Khan Kublai (r. 1260–1294), signore della partizione più orientale dell'Impero, si serviva, nelle sue battute di caccia di 10.000 falconieri, addetti alla gestione di 500, tra girifalchi della Kamchatka,[57] falchi pellegrini e falchi sacri, oltre ad una non precisata quantità d’astori, tutti dotati di un loro trespolo in argento![58] Sappiamo comunque che Kublai fece costruire nel 1280 a Xiaohongcheng (Hebei) un palazzo da viaggio che funse da centro dipartimentale per la selezione e l'addestramento dei rapaci destinati alle cacce della famiglia imperiale mongola.[59]

Quando, nel corso del XIV secolo, l'Europa e l'Asia tornarono a instaurare reciproci scambi commerciali grazie alla c.d. "Pax mongolica", le élite dei regni europei e quelle dell'Impero mongolo si scoprirono così accomunate dalla passione per la caccia con i rapaci.

## Età moderna

### Europa

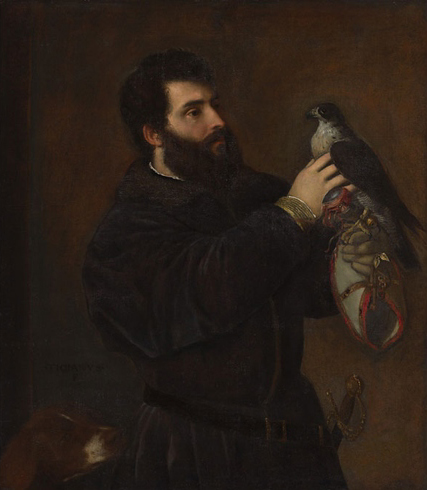
Tiziano, Ritratto d'uomo con falcone (c. 1525) - Joslyn Art Museum.

Presso le corti sempre più mondane e raffinate del Rinascimento, amanti del lusso e fautrici di un approccio epicureo alla vita, la falconeria, non più legata a motivazioni di sostentamento, oltre che come esercizio di un'arte, ebbe larga diffusione. Il contestuale, iconico sviluppo artistico che interessò l'Italia anzitutto e poi il resto d'Europa implementò le fortune artistiche della falconeria con il "ritratto con falco/falcone" che divenne soggetto sempre più capillarmente diffuso nella produzione grafica dei vari paesi, mentre il tema della falconeria seguitava a figurare non solo nella manualistica specializzata ma anche in vari componimenti letterari (es. la poesia La caccia col falcone del 1473 di Lorenzo de' Medici).
Tra i tanti regni, primeggiava ancora il Regno d'Ungheria, i cui rapaci e falconieri divennero famosi in tutta Europa, dai Paesi Bassi al Mediterraneo, guadagnandosi le attenzioni dei sovrani cristiani occidentali tanto quanto del sultano dei Turchi ottomani, subentrati ai bizantini nel controllo dell'Anatolia e dei Balcani e, a loro volta, sfegatati amanti della caccia con il falco come tutte le altre popolazioni nomadi della steppa eurasiatica. Non a caso, tra le opere di Bálint Balassi (1554–1594), poeta padre della moderna letteratura ungherese, compare anche un'operetta dedicata al suo falco.
Il "mercato della falconeria", fenomeno già ben attestato in Asia in tempi antichi, era ormai una fenomeno globale: noti falconieri, i Cavalieri Ospitalieri, divenuti Cavalieri di Malta nel 1530, pagavano con un falcone maltese il tributo annuo per la permanenza nell'isola omonima al Viceré di Sicilia; i girifalchi catturati in Islanda venivano rivenduti in tutta Europa e peso d'oro; lo Zar di tutte le Russie si serviva dei suoi girifalchi come tributo e dono con tutti i suoi vicini, europei quanto asiatici; ecc.

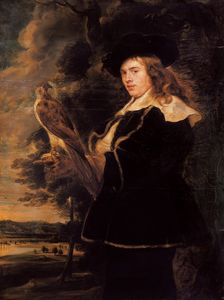
Jan Boeckhorst, Giovanotto con falcone (c. 1630) - Royal Collection.

In Europa, la falconeria toccò il suo apogeo nel XVII secolo, presso le corti sovrane dell'assolutismo nella sua piena affermazione. In quel contesto socio-politico, cioè, ove il Re, primo tra i nobili, dettava le mode in materia di usi e costumi. Privilegio esclusivo della nobiltà, la caccia con i rapaci aveva ora, in ogni reame, quale suo metro di paragone, la Falconeria Reale:
- Nel Regno di Francia, Luigi XIII (r. 1610–1643) contava, nella sua voliera di falchi, 300 esemplari divisi in sei squadre specializzate in diverse tipologie di prede: airone, pernice, cornacchia, ecc. Il sovrano era poi solito tenere presso di sé, anche in tempo di guerra, dieci rapaci scelti, alloggiati presso il Cabinet d'Apollon al Louvre di Parigi, gli Oiseaux du Cabinet du Roi (lett. "Uccelli da gabinetto").[65] La Falconeria Reale venne poi spostata da Luigi XIV di Francia (r. 1643–1715), appassionatissimo cacciatore, a Montainville (Yvelines), non appena pronta la nuova reggia di Versailles.[66]
- Nell'Impero russo, Alessio I (r. 1645–1676), grande appassionato di falconeria e noto come uomo pio e riflessivo, redasse un trattato sulla pratica venatoria aviaria, esaltandone il valore ascetico-catarchico. La storiografia contemporanea dispone anche di istruzioni, redatte dal monarca, per i falconieri di corte.[67]
- Gli Asburgo d'Austria, signori delle terre dei magiari settentrionali ("Ungheria Reale") dal 1526, svilupparono una grande passione per la pratica venatoria aviaria. La loro Falconeria Reale era collocata presso i fastosi Castelli di Laxenburg (attuale periferia di Vienna).
- Tra gli Asburgo di Spagna brillò in quegli anni la figura del sovrano Filippo IV (r. 1621–1665), passato ai posteri come un grandissimo appassionato di caccia, sia con l'innovativo moschetto sia con la lancia da cinghiale o il falcone. Appassionato di falconeria, quanto meno sulla carta, era anche il suo plenipotenziario Olivares che, in realtà, sfruttava il pretesto di una passeggiata a caccia con il falco per appartarsi a complottare con cortigiani e ambasciatori stranieri.[68] Già all'inizio del secolo la letteratura spagnola aveva versato il suo tributo all'antica arte della falconeria con la quarta edizione del capolavoro di Miguel de Cervantes, Don Chisciotte della Mancia, stampato a Madrid nel 1605 con un frontespizio sul quale figurava un falcone incappucciato poggiato sul braccio di un uomo.
- Nell'Inghilterra degli Stuart, nonostante i torbidi politici e la precaria posizione della famiglia reale, la falconeria fu assiduamente pratica, quasi osannata dai sovrani quanto dalla nobiltà grande e piccola.[69] Giacomo I Stuart (r. 1603–1625) s'innamorò della falconeria sin da fanciullo, quando cacciava con lo sparviere; promosse largamente la Falconeria Reale, intrattenette la corte ed i suoi ospiti stranieri con battute di caccia con i falconi[70] e profuse denari e risorse nella ricerca di pregiati rapaci.[N 7] La passione di Giacomo passò all'erede Carlo (r. 1625–1649), ferito da una pernice durante una battuta di caccia con il falcone,[71][72] fanatico al punto da pretendere che il suo Lord Deputy in terra d'Irlanda si preoccupasse, oltre che della delicata situazione politica, anche di procurargli esemplari di rapaci locali.[73] Dall'ossessione degli Stuart per falchi e falconi non furono esenti nemmeno Carlo II (r. 1660–1685) e Giacomo II (r. 1685–1688), tanto appassionati da non volersi privare della compagnia del provetto falconiere William Russell per le battute con i rapaci a Hampton Court (marzo 1683) nonostante il ruolo giocato dallo stesso nella Guerra civile inglese (r. 1642–1651) che era costata la testa a loro padre.[74] Sempre Carlo II aveva acconto nel 1662 l'ambasciatore dello zar Alessio I con una processione di venticinque cavalieri tutti muniti di falcone.[75] Al volgere del secolo, la corona inglese spendeva ogni anno 1500 sterline per il Gran Falconiere d'Inghilterra, 335 sterline per il Maestro dei Falchi e 136 sterline per il Sergente dei Falchi.[76]
- Nelle terre dei Paesi Bassi, produttrici di falconieri e rapaci apprezzati in tutta Europa, la cittadina di Valkenswaard, nel Brabante Settentrionale, dipendeva unicamente dalla falconeria per il suo sostentamento.

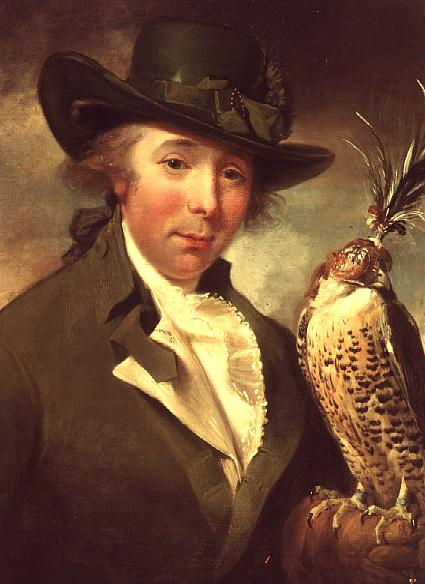
Philip Reinagle, Ritratto d'uomo con falcone (post 1750) -.

Dopo i fasti del Seicento, la falconeria europea iniziò a decadere nel corso del XVIII secolo per una concomitanza di fattori. Anzitutto, l'ormai imperante uso delle armi da fuoco ne ridusse drasticamente l'impiego pratico: differentemente dalle altre forme di caccia, entro le quali il fucile andava a costituirsi quale alternativa all'arma bianca precedentemente in uso, nella falconeria il proiettile andava a sostituire il falcone medesimo! La Rivoluzione francese (1789–1799) sferrò un colpo simbolico potentissimo alla falconeria, abolendo la Falconeria Reale, liberalizzando la pratica della caccia e relegando l'uso dei rapaci a un memento delle pratiche "gotiche" medievali. Già al volgere del secolo, però, barlumi di restaurazione salvavano falchi e falconieri: in Inghilterra, gentiluomini di spicco come Thomas Thornton (1757–1823), George Walpole (1730–1791) e Robert Wilson (1761–1838) promossero l'antica arte; in Europa, il Primo Impero francese (1804–1814) ebbe nei Bonaparte degli appassionati falconieri che, per es., presero al proprio servizio il celebre falconiere olandese Jan Daams (1744–1829), tra le altre cose incaricato da Napoleone di gestire la Falconeria Reale di Versailles.

### Asia

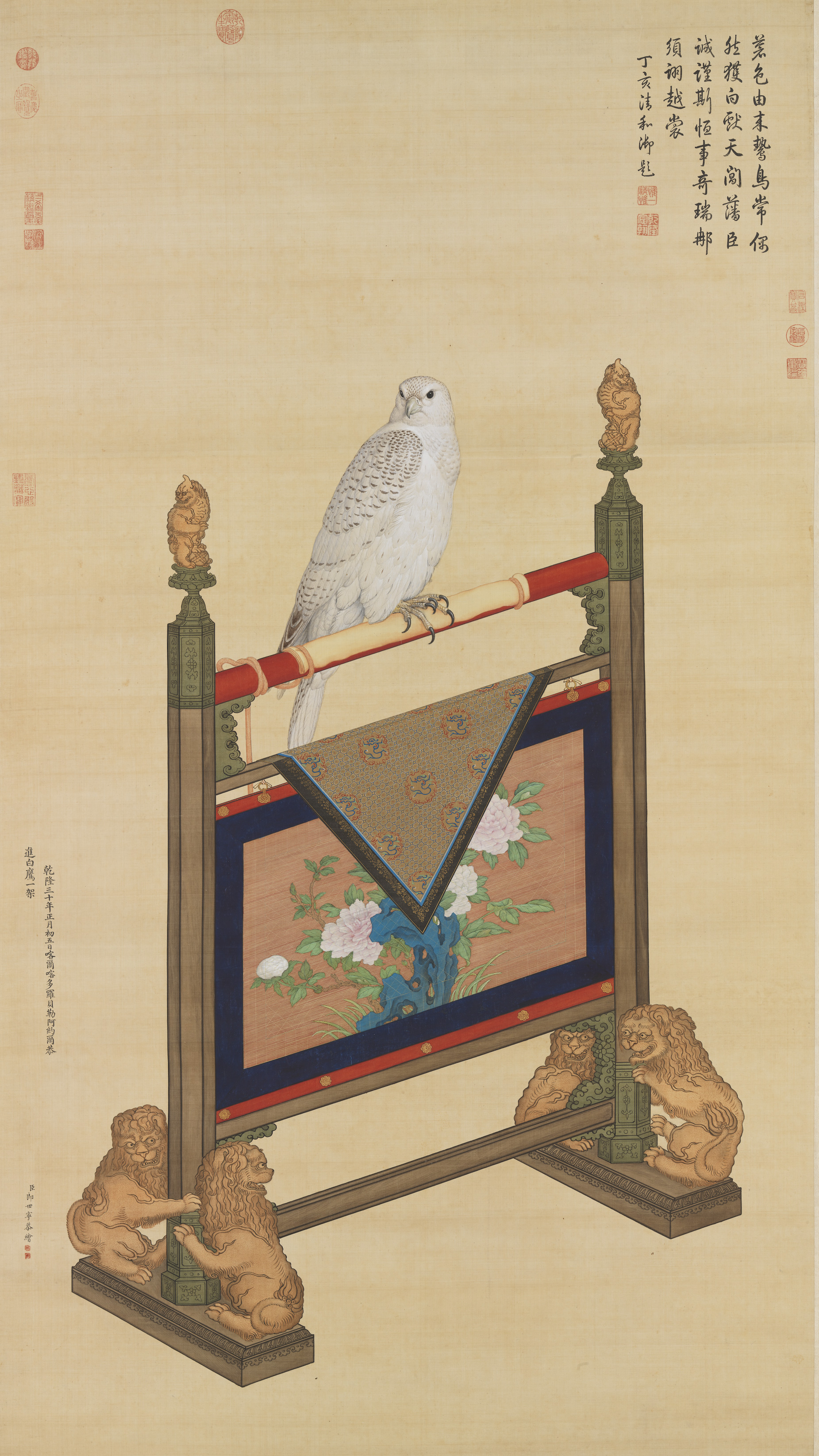
Giuseppe Castiglione, Girifalco su trespolo (1765) - Museo nazionale della Cina.

La creazione, in India (più propriamente su quasi tutto il territorio dell'Asia meridionale), dell'Impero moghul (1526–1806) per opera di una élite dominante turco-mongola, introdusse di prepotenza nel Subcontinente la falconeria.
In Cina, la restaurazione al potere dell'etnia Han per opera della dinastia Ming (1368–1644) che aveva scacciato i mongoli Yuan non minò l'ormai centenaria tradizione della falconeria sinica. Gli imperatori Ming seguitarono a coltivare, anche se non a praticare direttamente (es. l'imperatore Ming Xuande, r. 1399–1435, faceva cacciare con il falco, in sua vece, gli eunuchi di palazzo), la falconeria, foss'anche solo per servirsene come strumento diplomatico per i rapporti con gli altri paesi limitrofi. La successiva conquista del Trono del Dragone da parte della dinastia Qing (1636–1912), di etnia mancese, riportò al vertice del sistema socio-politico cinese una élite tungusa che aveva nella caccia in generale (tanto da protrarre sino ai primordi del XX secolo l'antichissima tradizione della Caccia reale) e nella falconeria in particolare uno dei suoi passatempi preferiti: es. al principio del dominio mancese, i rampolli del Clan reale dibatterono sulla necessità d'una riforma suntuaria che eliminasse gli ampi e sfarzosi vestiti dei Ming, inadatti all'equitazione, alla caccia ed alla falconeria com'era invece la tradizionale magua tungusa.
In Giappone, il lungo periodo di caos politico noto come Epoca Sengoku (1478–1605) concorse ad incentivare la falconeria: i vari signori della guerra nipponici facevano infatti a gara nel procacciarsi e nello scambiarsi reciprocamente falchi e falconi, facendo della falconeria una pratica elitaria tanto quanto uno status symbol. Pare inoltre si debba attribuire a uno di questi signori della guerra, Asakura Norikage (1477–1555), il primo caso di allevamento in cattività dell'astore nel Sol Levante. Successivamente, lo Shogunato Tokugawa, durante il Periodo Edo (1603–1868) che cristallizzò la società giapponese sino all'Età contemporanea, codificò e promosse la falconeria tradizionale nipponica del Takigari quale strumento d'ostentazione dello status e del potere delle classi dominanti.

## Età contemporanea
La falconeria era ancora blandamente praticata in Europa nel corso del XIX secolo, ormai ridotta a un semplice hobby. Fu riscoperta nella seconda metà dell'Ottocento, sulla scia del c.d. Gothic revival innescato dal Romanticismo, passando poi più o meno incolume attraverso i due conflitti mondiali sino ai giorni nostri.
- In Francia, come anticipato, già Napoleone I aveva mantenuto viva, forse solo per questioni di prestigio culturale, l'antica pratica della falconeria. I regolamenti di polizia del regno post-Restaurazione (1844) non menzionano però in alcun modo l'uso dei rapaci nella caccia, a riprova di una diffusione "pubblicamente" pressoché inesistente della falconeria. Durante il Secondo Impero Francese (1852–1870), Napoleone III cercò, come lo zio omonimo, di promuovere quanto meno una diffusione a livello hobbistico della falconeria, riconoscendo al Club de Champagne, fondato nel 1866,[85] il diritto di "lanciare" rapaci nei campi intorno a Châlons.
- Nel Regno Unito, nel 1864 fu fondato, a Salisbury Plain, lo Old Hawking Club of Great Britain,[86] poi seguito, al volgere degli anni 1870, dal londinese New Hawking Club fondato dal celebre falconiere ed ornitologo britannico James Edmund Harting (1841–1928).[87]
- In Germania, nel 1921 fu fondato il club Deutscher Falkenorden (DFO), a tutt'oggi ancora operativo.[88]

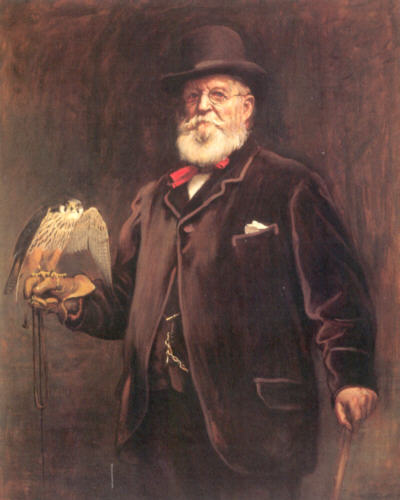
Lance Calkin, Ritratto di Joseph Wolf con falco lodolaio (1890) - Royal Academy of Arts.

Fu sempre durante l'Ottocento, concomitantemente alla formazione dei grandi imperi coloniali delle potenze europee, che la pratica della falconeria si diffuse in quei paesi ove non aveva avuto un suo sviluppo autonomo. I britannici diffusero la pratica della caccia con i rapaci tanto in Australia e Tasmania quanto in Sudafrica. Nel contempo, la sempre più libera circolazione di uomini, mezzi e materiali, garantì, al principio del XX secolo, il formarsi di un'utenza di falconieri anche negli Stati Uniti d'America, con il colonnello R. Luff Meredith è oggi riconosciuto come il padre della falconeria nordamericana. La presenza ivi di particolari specie autoctone di rapaci (fondamentalmente falco di Harris e falco della prateria) contribuì a una significativa evoluzione rispetto al tradizionale bagaglio tecnico della falconeria europea ed entro il 1961 fu fondata la North American Falconers Association (NAFA).
In Estremo Oriente, l'ormai millenaria tradizione aviario-venatoria ha attraversato tra alterne vicende gli ultimi due secoli:
- In Giappone, uno degli effetti del Rinnovamento Meiji (1868–1912) fu l'apertura al pubblico del Takagari, ora in gestione all'Agenzia della Casa Imperiale  (宮内庁?, Kunai-chō) e non più appannaggio della nobiltà guerriera. L'operazione, volta a garantire una maggior diffusione alla pratica venatoria aviaria, intesa come patrimonio culturale del Sol Levante, non sortì però gli effetti voluti. Pare, addirittura, che taluni segreti del Takagari siano andati persi proprio durante il XIX secolo.[91]
- In Cina, i decenni di caos provocati dal crollo dei Qing e dall'instaurazione della Repubblica di Cina (1912-1949), poi riconfigurata dal Partito Comunista Cinese nella Repubblica popolare cinese al termine di una lunghissima guerra civile (1927–1950), misero seriamente a rischio la tradizione venatoria del vecchio impero. La rivoluzione culturale (1966–1976) promossa da Mao Zedong ebbe poi, tra gli altri, anche un pesantissimo impatto "ecologico" sugli ecosistemi cinesi che minò anzitutto la sopravvivenza di talune specie animali (v.si c.d. "Guerra ai passeri") prima ancora che il loro uso tradizionale perché legato alla vecchia cultura ed alle vecchie usanze (v.si c.d. "Quattro vecchi").[92] Solo nel 2007, nel più generale contesto del nuovo principio guida della Prospettiva scientifica dello sviluppo, il governo cinese di Hu Jintao ha avviato una sistematica campagna di tutela per l'antica arte della falconeria (sinica tanto quanto turca, uigura, mongola, ecc.), stanziando fondi all'interno di un corale programma di supporto e promozione.[93]

Nel 1968 le associazioni nazionali di falconeria sorte un po' ovunque nel mondo sono confluite nella International Association for Falconry and Conservation of Birds of Prey (IAF), un organo di promozione e coordinamento sovranazionale efficacemente attivo che nel 2012 riuniva 45 associazioni da 38 paesi, con un totale di oltre 8 000 iscritti che si ritrovano annualmente per praticare insieme.
Le capacità venatorie dei rapaci sono oggi utilizzate non solo a fini hobbistici o nei revival di caccia medievale. Molti problemi legati alla coabitazione tra esseri umani e volativi, nelle grandi città, sono stati risolti ritornando ad allevare falchi, astori e poiane per poi liberarli contro una ben specifica preda. I rapaci vengono dunque usati non solo in parate o manifestazioni ma anche per allontanare uccelli, come i colombi, presenti in gran quantità nei pressi dei monumenti o per allontanare stormi di uccelli (come gli storni o le oche) negli aeroporti o ancora per mandare via i gabbiani dalle discariche. Nei centri storici, ultimamente, proprio perché si ha bisogno di una presenza costante di uccelli che allontanino i piccioni, si è deciso di liberare e riprodurre in cattività anche uccelli rapaci che predino questi ultimi.

### Esplicative
1. ↑  (EN) Layard, A.H., Discoveries in the Ruins of Nineveh and Babylon, Londra, John Murray, 1853.
«A falconer bearing a hawk on his wrist appeared to be represented in a bas-relief which I saw on my last visit to those ruins.»
2. ↑  (GRC) Aristotele, 36.2, in Τῶν περὶ τὰ ζῷα ἱστοριῶν [Indagini sugli animali], vol. 9.
«In Tracia, nel distretto a volte chiamato quello di Cedripolis, gli uomini vanno a caccia di piccoli uccelli nelle paludi con l'aiuto dei falchi. Gli uomini con bastoni in mano vanno a battere le canne e la sterpaglia per spaventare gli uccelli e farli scappare, e i falchi si mostrano in alto e li spaventano. Gli uomini poi li colpiscono con i loro bastoni e li catturano. Danno una parte del loro bottino ai falchi; cioè, lanciano alcuni uccelli in aria, e i falchi li catturano.»
3. ↑  (EN) W. Thesiger, Arabian Sands, Londra, Penguin Books, 1959,  p. 269.
«I have been told, that in England it takes fifty days to train a wild falcon, but here the Arabs had them ready in a fortnight to three weeks. This is because they were never separated from them. A man who was training a falcon carried it about everywhere with him. He even fed with it sitting on his left wrist, and sleep with it perched on its block beside his head. Always i was strocking it, speaking to it, hooding and unhooding it.»
4. ↑  Il falcone figura nel verso dell'augustale in oro coniato durante il regno di Federico II (sul recto appare il profilo del sovrano normanno-svevo, agghindato come un imperatore romano). Lo stemma passò poi al figlio illegittimo di Federico, Manfredi di Sicilia.
5. ↑  Per una rassegna della trattatistica sulla falconeria in epoca medievale e moderna v.si Harting 1891.
6. ↑  Il peculiari tributo con cui i Cavalieri di Malta pagavano il loro signore feudale servì da spunto per la trama del famoso romanzo di Dashiell Hammett (1894-1961), Il falcone maltese.
7. ↑  (EN) A.L. Rowse, Tudor Cornwall : portrait of a society, Londra, C. Scribner, 1941,  p. 439. riporta la peculiare richiesta, fatta dal re Giacomo I d'Inghilterra a Sir William Godolphin di procurargli un esemplare di falco pellegrino della costa di Cornish data la nota attitudine di quei rapaci a cacciare volatili acquatici.

### Bibliografiche
1. 1 2 3 4  Van den Abeele 1995.
2. ↑  (EN) Falconry, a living human heritage, su UNESCO.
3. 1 2 3 4  Soma 2015, p. 12.
4. 1 2  (EN) James Edmund Harting, Essays on sport and natural history, Londra, Horace Cox, 1883,  p. 69.
5. 1 2  Epstein 1943, pp. 497-500.
6. ↑  Epstein 1943, p. 498.
7. ↑  (EN) Elisabeth von der Osten-Sacken, Decorative raptors, protective raptors. Bird talon amulets and other forms of apotropaic use of birds of prey in the ancient Near East from the Epipalaeolithic to the Neo-Assyrian period (c. 20,000–500 BC), in Grimm, Gersmann e Tropato 2020, pp. 287-326.
8. ↑  (EN) Jeanny Vorys Canby, Falconry (Hawking) in Hittite Lands, in Journal of Near Eastern Studies, vol. 61, n. 3, 2002.
9. ↑  (EN) Susanne Görke e Ekin Kozal, Birds of prey in pre-Hittite and Hittite Anatolia (c. 1970–1180 BCE) : textual evidence and image representation, in Gersmann e Grimm 2018, pp. 1667-1690.
10. ↑  (EN) Mahmood Kolnegari [et al.], Falconry petroglyphs in Iran: new findings on the nexus between ancient humans and birds of prey, in European Journal of Wildlife Research, vol. 67, n. 3, 2021, DOI:10.1007/s10344-021-01462-w.
11. ↑  (EN) Takuya Soma, Contemporary Falconry in Altai-Kazakh in Western Mongolia, in Alissandra Cummins (a cura di), The International Journal of Intangible Heritage, vol. 7, Seoul, The National Folk Museum of Korea, 2012,  pp. 103-111.
12. ↑  (EN) Anatoli Nagler, The burial of birds of prey in kurgan Arzhan 2 (Tuva, southern Siberia, Russian Federation, 7th century BC) and its meaning, in Grimm, Gersmann e Tropato 2020, pp. 327-336.
13. 1 2  (EN) Leslie V. Wallace, The early history of falconry in China (2nd to 5th centuries AD) and the question of its origins, in Gersmann e Grimm 2018, pp. 1847-1864.
14. 1 2 3  (EN) Leslie V. Wallace, Early raptor and falconry imagery in China: four case studies (10th century BC until 8th century AD), in Grimm, Gersmann e Tropato 2020, pp. 569-586.
15. ↑  (ZH) Sima Tan e Sima Qian, 史記T, ShǐjìP, lett. "Memorie di uno storico", I secolo a.C..
16. 1 2 3  (EN) Fangyi Cheng, From entertainment to political life: Royal falconry in China between the 6th and 14th centuries, in Gersmann e Grimm 2018, pp. 1865-1882.
17. ↑  Soma 2015, p. 28.
18. 1 2 3  (EN) Ho-tae Jeon, Falconry in ancient Korea, in Gersmann e Grimm 2018, pp. 1891-1918.
19. 1 2  Soma 2015, p. 31.
20. ↑  (EN) Takayo Kaku, Ancient Japanese falconry from an archaeological point of view with a focus on the early period (5th to 7th centuries AD), in Gersmann e Grimm 2018, pp. 1919-1936.
21. ↑  (EN) Johannes Nollé, Birds of prey on Greek and Roman coins – symbols of super-human power, manifestations of gods, and heaven’s messengers, in Grimm, Gersmann e Tropato 2020, pp. 387-402.
22. ↑  (EN) Dilyana Boteva, Birds of prey in the visual texts of ancient Thrace and Dacia, in Grimm, Gersmann e Tropato 2020, pp. 337-360.
23. 1 2  Epstein 1943, p. 505.
24. ↑  (EN) Leonid Yablonsky, Were the Early Sarmatian nomads falconers in the southern Urals, Russia, during the 4th century BC?, in Gersmann e Grimm 2018, pp. 579-586.
25. ↑  (EN) G. Åkerström-Hougen, The Calendar and Hunting Mosaics of the Villa of the Falconer in Argos, 2 v., Stoccolma, 1974.
26. ↑  (EN) Jose Manuel Fradejas Rueda, The depiction of falconry on Late Roman/Early Byzantine mosaics, in Grimm, Gersmann e Tropato 2020, pp. 519-534.
27. ↑  Külzer 2018, p. 537.
28. ↑  (EN) Otávio Luiz Vieira Pinto, Birds of glory: the falcon (and its absence) in Sasanian art, in Grimm, Gersmann e Tropato 2020, pp. 557-568.
29. ↑  (EN) Andreas Külzer, Raptor and falconry images in the Byzantine Empire, in Gersmann e Grimm 2018, pp. 535-556.
30. ↑  Külzer 2018, pp. 539-540.
31. 1 2  (FR) François Viré, Sur l'identité de Moamin le fauconnier, in Communication à l'Académie des inscriptions et belles lettres, Parigi, aprile-giugno 1967,  pp. 172-176.
32. ↑  Episcopi & alij Clerici canes ad venandum aut acceptores non habeant in Capitularia Karoli Magni imperatoris, capitula addita ad legem Longobardorum, anno Christi DCCCI imperij Karoli Magni primo, I, Capitulare primum anni DCCCII sive capitula data missis dominicis anno secundo imperii, XIX, in (LA) Monumenta Germaniae Historica, Leges, vol. 2.
33. ↑  Clerici venationes non faciant cum avibus vel canibus, in Capitularium Karoli Magni et Ludovici Pii libri VII collecti ab Ansegiso Abbate & Benedicto Levita ante annos octigentos, VII, CXLVI, in (LA) Monumenta Germaniae Historica, Leges, vol. 2.
34. ↑  (EN) Sigmund Oehrl, “I am Eagle” – Depictions of raptors and their meaning in the art of Late Iron Age and Viking Age Scandinavia (c. AD 400–1100), in Grimm, Gersmann e Tropato 2020, pp. 451-480.
35. ↑  (EN) Oliver Grimm, The early 7th century AD Rickeby (Vallentuna) cremation grave from mid-east Sweden, understood as a three-dimensional painting/still life embodying three different kinds of falconer, in Grimm, Gersmann e Tropato 2020, pp. 481-488.
36. ↑  (EN) Tom Lorenz, Burial arrangements and conceptions about the afterlife in Old Norse literary sources from the 9th to the 14th century, with reference to the role of birds of prey played therein, in Grimm, Gersmann e Tropato 2020, pp. 489-510.
37. ↑  (EN) Algirdas Girininkas e Linas Daugnora, Historical and archaeological sources on birds of prey in the cremation rites in the State of Lithuania in the 13th to 14th centuries, in Grimm, Gersmann e Tropato 2020, pp. 511-518.
38. ↑  (RU) E.F. Karsky, Antica giustizia russa: introduzione, testi, immagini ed indici, Leningrado, 1930,  p. 94.
39. ↑  (EN) Martina Giese, The “De arte venandi cum avibus” of Emperor Frederick II, in Gersmann e Grimm 2018, pp. 1459-1470.
40. ↑  (DE) Johannes Fried, Kaiser Friedrich II, als Jäger oder ein zweites Falkenbuch Kaiser Friedrichs II.?, in Nachrichten der Akademie der Wissenschaften in Göttingen, Philologisch-Historische Klasse, n. 4, 1996.
41. ↑  Innamorati 1965, v. I, 1, p. 58.
42. ↑  (FR) Rodolphe Guilland, Dignitaires des XIVe et XVe siècles, in Recherches sur les institutions byzantines, Vol. 1, Berlino, Akademie Verlag, 1967,  pp. 594-607.
43. ↑  (EN) Andrei V. Zinoviev, Early falconry in Russia, in Gersmann e Grimm 2018, pp. 1251-1270.
44. ↑  (EN) Åsa Ahrland, Imagery of birds of prey and falconry in the High and Late Middle Ages (1150–1500) in the Nordic countries : reﬂections of actual hunting practices or symbols of power?, in Gersmann e Grimm 2018, pp. 861-885.
45. 1 2 3  Cummins 1988.
46. ↑  (EN) Baudouin Van den Abeele, Themes and developments of falconry depictions in medieval and early modern iconography of Western Europe (12th–16th centuries) : ﬁrst results gained from the FalconICON database, in Grimm, Gersmann e Tropato 2020, pp. 685-714.
47. ↑  (EN) Vera Henkelmann, The falcon and its signiﬁcance in depictions of courtly love on late medieval mirror cases (14th century) from Western European workshops, in Grimm, Gersmann e Tropato 2020, pp. 763-796.
48. 1 2  (EN) Tarō Sakamoto [et al.], Nihon Koten Bungaku Taikei: Nihon Shoki, vol. 1, Iwanami Shoten Publishing, 1965, ISBN 4-00-060067-2.
49. ↑  (EN) Edward H. Schafer, Falconry in T’ang Times, in Critical Readings on Tang China, BRILL, 2018,  pp. 1504-1539, DOI:10.1163/9789004380196_046, ISBN 9789004380196.
50. ↑  Cheng 2018, p. 1866.
51. ↑  Nakazawa 2021, pp. 82-83.
52. ↑  Nakazawa 2021, p. 86.
53. ↑  Nakazawa 2021, pp. 84-85.
54. ↑  Nakazawa 2021, pp. 86-87.
55. 1 2  Nakazawa 2021, p. 85.
56. 1 2 3  (EN) Yuji Mizuno, A symbol of power: Japanese falconry images (8th to 17th centuries), in Grimm, Gersmann e Tropato 2020, pp. 969-988.
57. ↑  Barichello 2020, p. 121.
58. ↑   Marco Polo, Capitolo 93. Come 'l Grande Sire va in caccia, in Il Milione, 1298. ed.  Marco Polo, Il Milione, a cura di Antonio Lanza, ed. fuori commercio riservata agli abbonati, L'Unità - Editori Riuniti, 1982.
59. ↑  Cheng 2018, p. 1875.
60. ↑  (EN) F. Nalan Türkmen, Predator bird and falconry iconography and imagery in the Hünernâme (Ottoman Turkish illuminated manuscript, late 16th century), in Grimm, Gersmann e Tropato 2020, pp. 945-954.
61. ↑  (EN) Natascha Mehler, Hans Christian Küchelmann e Bart Holterman, The export of gyrfalcons from Iceland during the 16th century:  a boundless business in a proto-globalized world, in Gersmann e Grimm 2018, pp. 995-1020.
62. ↑  Barichello 2020, p. 120.
63. ↑  Zinoviev 2018, p. 1253.
64. ↑  Barichello 2020, p. 124.
65. ↑  (FR) Ernest Lennel de La Farelle, Une famille attachée à la maison de Louis XIII et sa descendance, Parigi, Librairie ancienne Honoré Champion, 1913.
66. ↑  (FR) Jacques Tréton, Histoire de Montainville: joli village du pays de Pincerais (des origines au XXe siècle) : ses relations avec la région (Andelu, Aulnay, Bazemont, Beynes, Crespières, Davron, Herbeville, Maule, Mareil et Thoiry), 1998.
67. ↑  (EN) D.S. Mirsky, A History of Russian Literature, Northwestern University Press, 1999,  p. 27, ISBN 0-8101-1679-0.
68. ↑  (EN) Martin Andrew Sharp Hume, The court of Philip IV. : Spain in decadence, Brentano's, 1927,  p. 221.
69. ↑  Grassby 1997.
70. ↑  (EN) Everett Green e Mary Anne (a cura di), Calendar of the state papers held by The National Archives relating to the first years of the reign of James I, aa. 1603-1610, 339 e 567, 1897.
71. ↑  (EN) John Aubrey, Miscellanies, Londra, 1696,  p. 56.
72. ↑  (EN) Memorandum Book, c. 1660. in Lincolnshire Archives, Lincoln, Worsley MS. 35, fo. 84.
73. ↑  (EN) John Bruce, Calendar of State Papers, Domestic (Charles I), aa. 1629-1631, 201 e 326, 1860.
74. ↑  (EN) F.H. Blackburne Daniell (a cura di), Calendar of State Papers Domestic: Charles II, a. 1683 (January-June), n. 105, 1933.
75. ↑  (EN) William Schellink, Journals of William Schellink's Travels in England, Londra, Camden Society, 1993  [1661-1663],  p. 174.
76. ↑  (EN) E. Chamberlayne, Angliae Notitia, Londra, 1694.
77. ↑  Cox e Lascelles 1892, p. 330.
78. ↑  (EN) Rachel Parikh, “The king’s boon companion”: falconry in Mughal imperial portraiture from Akbar to Azam Shah, 1556–1707, in Grimm, Gersmann e Tropato 2020, pp. 929-944.
79. ↑  (EN) Sami-Ur-Rahman, The Art of Falconry in The Mughal Empire, ill., Rainbow Graphic, 2017.
80. ↑  (EN) David M. Robinson, Martial Spectacles of the Ming Court, Brill, 2020,  pp. 66-68.
81. ↑  (EN) Thomas T. Allsen, The Royal Hunt in Eurasian History, University of Pennsylvania Press, 2011, ISBN 9780812201079.
82. ↑  Nakazawa 2021, pp. 85 e 89-90.
83. ↑  Nakazawa 2021, p. 91.
84. ↑  (EN) Karl-Heinz Gersmann, Three monumental 19th-century books on falconry and its history – the last of their kind, in Grimm, Gersmann e Tropato 2020, pp. 991-1014.
85. ↑  Cox e Lascelles 1892, p. 345.
86. ↑  Cox e Lascelles 1892, pp. 339-344.
87. ↑  Cox e Lascelles 1892, pp. 345-346.
88. ↑  (DE) DFO website, su d-f-o.de.
89. ↑  (EN) A Brief History of Falconry in North America, su n-a-f-a.com.
90. ↑  (EN) A Brief History of NAFA, su n-a-f-a.com.
91. ↑  (EN) Keiya Nakajima, Falconry in Japan. Big changes before and after Ehon Takakagami (late 19th century), in Grimm, Gersmann e Tropato 2020, pp. 1015-1038.
92. ↑  (EN) Peter Ho, Mao's War against Nature? The Environmental Impact of the Grain-First Campaign in China, in The China Journal, n. 50, luglio 2003,  pp. 37-59.
93. ↑  (EN) Falconry in Chinese Culture: A Historic Bond, su Learn Falconry.
94. ↑   IAF website, su i-a-f.org (archiviato dall'url originale il 26 agosto 2012).

### Fonti
- (LA) De scientia venandi per aves, traduzione di Teodoro di Antiochia, c. IX secolo.
- (LA) Guicennas, De arte bersandi, pre-1250.
- (LA) Federico II di Svevia, De arte venandi cum avibus, c. 1260.  ed. (LA, IT) Federico II di Svevia, De arte venandi cum avibus. L'arte di cacciare con gli uccelli, a cura di Anna Laura Trombetti Budriesi e Ortensio Zecchino, ed. critica e trad. it. del Ms. Lat. 717 della Biblioteca Universitaria di Bologna collazionato con il Ms. Pal. Lat. 1071 della Biblioteca Apostolica Vaticana, Roma-Bari, Laterza, 2000.
- (ES) Alfonso X di Castiglia, Libro de los animales que caçan, pre-1284.
- (ES) Pedro López de Ayala, Libro de la caza de las aves, 1324.
- (EN) Juliana Berners, The Book of Saint Albans [Libro di St Albans], 1486.

### Studi
In Italiano
(pre-1950)
- G.E. Chiorino, Manuale del Moderno Falconiere, 2. ed., Milano, Hoepli, 1906.
- Dino Trocchi, Falconeria, Milano, La stampa commerciale, 1927.

(post-1950)
- Baudouin Van den Abeele, FALCONERIA, in Enciclopedia dell'arte medievale, Roma, Istituto dell'Enciclopedia Italiana, 1995.
- Giovanni Camerini, Falconeria. L'arte antica di addestrare e cacciare con i falchi, autoedizione, 2006.
- Giuliano Innamorati (a cura di), Arte della caccia : testi di falconeria, uccellagione e altre cacce, Milano, Il Polifilo, 1965.

In altre lingue
(pre-1950)
- (EN) Harding Cox e Gerald Lascelles, Coursing and Falconry, Londra, Longsman, Green and Co., 1892.
- (EN) Hans J. Epstein, The Origin and Earliest History of Falconry, in Isis, n. 34, 1943,  pp. 497-509.
- (EN) Gage Earle Freeman, Falconry, Its Claims, History, and Practice, by G.E. Freeman and F.H. Salvin. to Which Are Added Remarks On Training the Otter and Cormorant, by Capt. Salvin, Creative Media Partners, LLC, 2015  [1859].
- (EN) James Edmund Harting, Bibliotheca Accipitraria : a Catalogue of Books Ancient and Modern Relating to Falconry, with Notes, Glossary, and Vocabulary, Londra, B. Quaritch, 1891.
- (FR) Hermann Schlegel, Traité de fauconnerie, Leida e Düsseldorf, Chez Arnz & Comp., 1844.

(post-1950)
- (EN) Baudouin van Den Abeele, La fauconnerie dans les lettres françaises du XIIe au XIVe siècle, Lovanio, Presse de l'Université de Louvain, 1990, ISBN 90-6186-400-3.
- (EN) Norman Barichello, Gyrfalcon: The One Who Stays All Winter, FriesenPress, 2020, ISBN 978-1-525-55104-8.
- (EN) John Cummins, The Hound and the Hawk: The Art of Medieval Hunting, St. Martin's Press, 1988, ISBN 978-0-312-02716-2.
- (EN) Richard Grassby, The decline of falconry in early modern England, in Past & Present, vol. 157/1, Oxford University Press, 1997,  pp. 37-62.
- (EN) Karl-Heinz Gersmann e Oliver Grimm (a cura di), Raptor and human : Falconry and bird symbolism throughout the millennia on a global scale, Advanced studies on the archaeology and history of hunting, n. 1, 4 v., Wachholtz, 2018, ISBN 978-3529014901.
- (EN) Oliver Grimm, Karl-Heinz Gersmann e Anne-Lise Tropato (a cura di), Raptor on the fist : Falconry, its imagery and similar motifs throughout the millennia on a global scale, Advanced studies on the archaeology and history of hunting, n. 2, 2 v., Wachholtz, 2020, ISBN 978-3-529-01491-8.
- (EN) Yannis Hadjinicolaou, The Art of Medieval Falconry, Reaktion Books, 2024, ISBN 978-1-789-14961-6.
- (EN) E.W. Jameson, The hawking of Japan : the history and development of Japanese falconry, University of California, 1962.
- (EN) Katsuaki Nakazawa, Japanese Falconry in the Middle Age, in The Journal of Hawks, Hawking Grounds, and Environment Studies, vol. 5, 2021.
- Csőre Pál, A solymászat története, Terraprint KFT, 1997, ISBN 963-7717-70-6.
- (EN) Takuya Soma, Human and Raptor Interactions in the Context of a Nomadic Society: Anthropological and Ethno-Ornithological Studies of Altaic Kazakh Falconry and its Cultural Sustainability in Western Mongolia, Kassel University Press, 2015, ISBN 978-3862195657.